# Sociedad Deportiva Huesca 2019-2020
Questa voce raccoglie le informazioni riguardanti la Sociedad Deportiva Huesca nelle competizioni ufficiali della stagione 2019-2020.

## Maglie e sponsor
| Casa | Trasferta | Terza divisa |

Sponsor ufficiale: Huesca - La magia
Fornitore tecnico: Kelme

## Organico

### Rosa
Aggiornata al 4 marzo 2020.
| N. |                           | Ruolo | Calciatore        |
| -- | ------------------------- | ----- | ----------------- |
| 1  | Spagna (bandiera)         | P     | Álvaro Fernández  |
| 2  | Spagna (bandiera)         | D     | Miguelón          |
| 3  | Portogallo (bandiera)     | D     | Josué Sá          |
| 4  | Spagna (bandiera)         | D     | Pablo Insua       |
| 5  | Spagna (bandiera)         | C     | Pedro Mosquera    |
| 6  | Costa d'Avorio (bandiera) | C     | Cheick Doukouré   |
| 7  | Spagna (bandiera)         | C     | David Ferreiro    |
| 8  | Spagna (bandiera)         | C     | Eugeni Valderrama |
| 10 | Spagna (bandiera)         | A     | Cristo            |
| 11 | Spagna (bandiera)         | D     | Javi Galán        |
| 12 | Giappone (bandiera)       | A     | Shinji Okazaki    |
| 13 | Spagna (bandiera)         | P     | Rubén Yáñez       |

| N. |                       | Ruolo | Calciatore      |
| -- | --------------------- | ----- | --------------- |
| 14 | Spagna (bandiera)     | D     | Jorge Pulido    |
| 15 | Croazia (bandiera)    | D     | Toni Datković   |
| 16 | Portogallo (bandiera) | D     | Luisinho        |
| 17 | Spagna (bandiera)     | C     | Mikel Rico      |
| 18 | Spagna (bandiera)     | C     | Sergio Gómez    |
| 19 | Spagna (bandiera)     | D     | Pedro López     |
| 20 | Spagna (bandiera)     | A     | Jordi Mboula    |
| 21 | Spagna (bandiera)     | C     | Juan Carlos     |
| 23 | Spagna (bandiera)     | C     | Dani Raba       |
| 24 | Spagna (bandiera)     | A     | Rafa Mir        |
| 27 | Nigeria (bandiera)    | C     | Kelechi Nwakali |
| 30 | Spagna (bandiera)     | P     | Antonio Valera  |